# 相川康子
相川 康子（あいかわ やすこ）は、日本の経営学者。神戸大学経済経営研究所准教授を経て、 NPO政策研究所専務理事・主任研究員。専門はボランタリー経済、地方自治、地域経営（まちづくり）。現在の研究課題は、少子高齢社会における地域政策・地域経営、コミュニティ・ビジネスなど社会的企業の成立要件、NPO／NGOの評価指標。平成24年度には、復興庁の男女共同参画班上席政策調査官を務めた。

## 経歴

### 学歴
- 昭和62年3月 - 筑波大学第二学群比較文化学類（情報文化論専攻）卒業
- 平成14年3月 - 神戸商科大学（現・兵庫県立大学）経済学研究科夜間主コース修了
- 平成19年3月 - 神戸商科大学（現・兵庫県立大学）経済学研究科博士課程後期単位取得退学

### 職歴
- 昭和62年 4月 - 神戸新聞社入社
- 平成13年 3月 - 論説委員室に配属
- 平成19年10月 - 神戸大学経済経営研究所准教授
- 平成19年 -  NPO政策研究所専務理事・主任研究員
- 平成24年 - 復興庁男女共同参画班上席政策調査官

### 活動
- 自治体学会 運営委員（全国選出枠）
- 特定非営利活動法人 NPO政策研究所専務理事・主任研究員
- 特定非営利活動法人 神戸ライフ・ケアー協会理事
- 特定非営利活動法人 神戸まちづくり研究所監事
- 東播磨地域ビジョン委員会 専門委員
- 兵庫県緑環境審議会 委員
- 兵庫県まちづくり審議会 委員
- 猪名川町総合計画審議会 委員（部会長）
- 猪名川町男女共同参画基本計画検討委員会 会長
- 大阪市市民活動推進審議会 委員
- 大阪府公益法人認定検討委員会 委員
- しみん基金・こうべ助成事業 審査員